# 国鉄D61形蒸気機関車
国鉄D61形蒸気機関車（こくてつD61がたじょうききかんしゃ）は、日本国有鉄道（国鉄）の貨物用テンダー式蒸気機関車で、国鉄の蒸気機関車としては最後の新形式である。
D51形を改造して登場した。1959年（昭和34年）から1961年（昭和36年）にかけて、2年間で浜松工場と郡山工場で6両が改造された。改造後は北海道の留萌本線・羽幌線（1987年廃止）で使用された。

## 改造までの経緯
1950年代当時、丙線区の貨物列車は大正時代に製造された9600形が牽引をしていたが、老朽化が著しく、代替車の登場が望まれていた。一方、乙線規格の貨物用機関車は戦時中の大量製造や戦後の電化の進行などで両数にやや余裕があった。
このような状況に対処するため、1951年（昭和26年）から1956年（昭和31年）にかけてD50形78両を丙線規格のD60形に改造したのに続き、1959年からはD51形のうち状態の良い車両を軸重軽減改造し、丙線規格の機関車に改造することになった。しかし、当時、種車となるべきD51形に余剰がほとんどなく、本形式への改造はわずか6両で中止された。その結果、本形式による置換えを目指した9600形が国鉄蒸気機関車の最末期まで使用されることとなった。

## 構造
粘着重量増大のための死重を全て撤去し、バネ装置を変更して動輪上重量を減少させた。先輪は負担増が小さくそのまま使用したが、従輪は負担増が大きかったため1軸従台車から2軸従台車に変更した。そのため後部台枠関係も新設計となっており、そのほかボイラ底枠の加工、火格子の新型動力揺り火格子装置への変更、灰箱も新設計のものとなっている。
| 形式  | 先輪   | 動輪    | 動輪    | 動輪    | 動輪    | 従輪    | 従輪   |
| 形式  | 先輪   | 第1     | 第2     | 第3     | 第4     | 第1     | 第2    |
| ----- | ------ | ------- | ------- | ------- | ------- | ------- | ------ |
| D51形 | 6.70 t | 13.73 t | 13.77 t | 13.95 t | 15.11 t | 12.11 t |        |
| D61形 | 8.26 t | 13.71 t | 13.76 t | 13.72 t | 13.68 t | 8.51 t  | 8.51 t |

この改造により粘着重量が減少してシリンダ引張力との割合がD型機としては最小となっているが、C型機のC57形、C58形、C60形、C62形とおおむね同じであり、これらの形式で動輪の空転が問題になっていないことを理由にシリンダ径の縮小は行われていない。なお、改造によって機関車の運転整備重量はD51形の78.37 tから1.78 t増の80.15 tとなっている。
1960年（昭和35年）度製造の5両は従台車を従来の鋳鋼製ではなく板金組立製を装備している。これは台車を製作・供給していた浜松工場の作業量を削減するために計画され、12mm厚SS41板材のプレス加工部材と機械加工済み部品を溶接組立したもので、同時に改造が進められていたC60型も含めて35両分が製作された。この開発にあたっては浜松工場で加工方法の研究を行い、溶接ひずみを少なく抑えることに成功したほか、溶接ポジショナーの研究も完成している。
その他、北海道での運用に備えて、運転室を寒冷地用密閉式とした（D61 1のみ、北海道転出時に改造）ほか、使用線区のトンネルにツララが発生しやすかったため、前照灯の前に鉄製のツララ落とし（ツララ切りとも称す）が設置された。

## 運転
1959年に完成したD61 1は、当時の中津川機関区に配置され、中央西線や関西本線で各種試験が実施され、終了し次第、当時の留萌機関区に配置された。その後、D61 2 - 6も順次落成し、留萌機関区へ配置され、主に羽幌線で石炭・木材などの輸送に使用された。しかし、まもなく羽幌線も築別以南の軌道が強化されD51形が入線可能になったことから、築別以北での運用が可能である以外の優位性を失った。
1970年（昭和45年）の羽幌炭鉱閉山で羽幌線での運炭列車の運行がなくなると、本線でD51形との完全共通運用となるが、D61形は2軸従台車の装備でキャブ（運転室）の動揺がD51形より少なく乗り心地は良かったものの、軸重を軽減した影響でD51形に比べて動輪の空転が発生しやすく、特に冬季は敬遠された。また、このころから蒸気機関車の用途廃止や動力近代化（蒸気機関車をディーゼル機関車や電気機関車等に転換すること）による余剰車両の配置転換が進み、留萌区でもD51形の余剰が発生するようになった。このため、敢えて扱いに神経を使うD61形を使用する理由はなくなり、晩年は深川機関区脇の側線でD51形の運行補充用として出番を待つ姿も多くなった。
この後、検査切れ順に用途廃止されることになるが、最後まで外形には特に目立った変化もなく、蒸気機関車が全廃となった1975年（昭和50年）までそのままの姿で使用された。最終廃車は1975年6月廃車のD61 4だった。

## 保存機

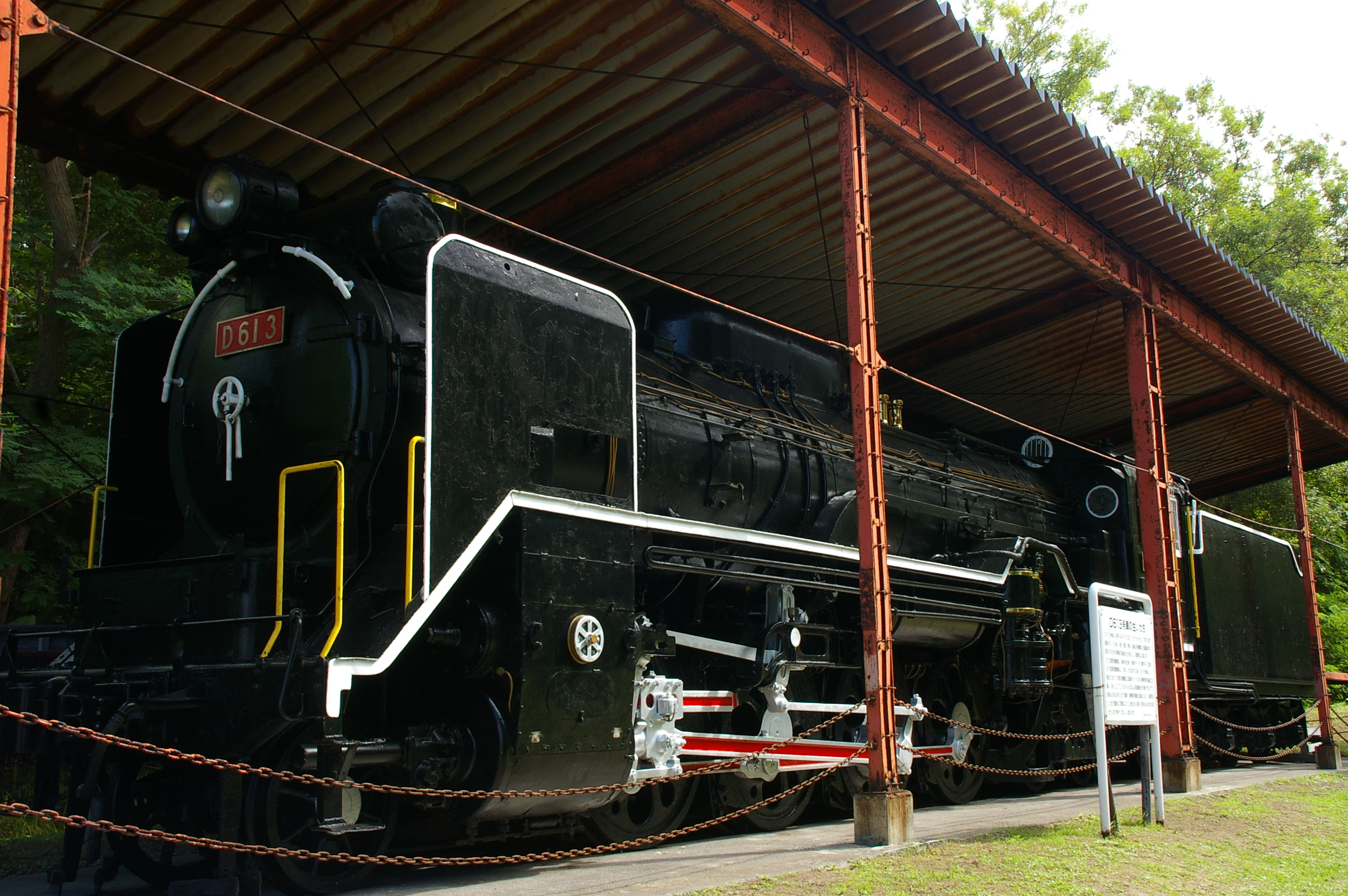
留萌市で保存されているD61 3

唯一、D61 3が留萌市内の見晴公園で静態保存されている。保存車両に以前は覆い屋根があったが、2014年12月に撤去されており、開放的ではあるが完全に風雨に晒されている。この見晴公園内のD61について、留萌市は道の駅るもいに移設する方針を固め、2024年度（令和6年度）に運搬手段や費用について調査に入る。現存は同機のみで、その他の車両は廃車後解体された。D61 4は当初保存を予定し保管されていたが、結局解体され、動輪のみ苗穂工場に保存されている。またD61 1の先輪が個人で保管されている。